# ایکس (آلبوم کریس براون)
«ایکس» (به انگلیسی: X) آلبومی از هنرمند اهل ایالات متحده آمریکا کریس براون است که در سال ۲۰۱۴ میلادی منتشر شد.